# メンフィス・ジャグ・バンド
メンフィス・ジャグ・バンド（The Memphis Jug Band）は、1920年代後半から1930年代半ばにかけて活動していたアメリカ合衆国の音楽グループ。このバンドは、ハーモニカ、ヴァイオリン、マンドリン、バンジョー、ギターなどの楽器に加え、ウォッシュボード（洗濯板）、カズーや、ベース音を出すジャグ（大きな瓶）などから編成され、様々なスタイルの音楽を演奏した。このバンドは、およそ100曲の録音を行なった。
1927年から1934年にかけて、テネシー州メンフィス一帯のアフリカ系アメリカ人ミュージシャンたちが、歌手でソングライターでギタリストでハーモニカも演奏したウィル・シェイド（Will Shade）（別名、サン・ブリマー、Son Brimmer、Sun Brimmer）を中心に集まってグループを構成した。このジャグ・バンドのメンバーは、シェイドがギグや、録音セッションを行なったその日その日で変化した。このバンドは、後に成功をつかんだミュージシャンたちにとって、修練の場ともなっていた。

## メンバー
時期によって入れ替わりはあるが、録音に参加したメンバーの中には、ウィル・シェイド（ボーカル、ギター、ハーモニカ）、チャーリー・バーシー（Charlie Burse：ギター、マンドリン、ボーカル）、チャーリー・ニッカーソン（Charlie Nickerson：ピアノ、ボーカル）、チャーリー・ピアス（Charlie Pierce：ヴァイオリン）、チャーリー・ポルク（Charlie Polk：ジャグ）、ティーウィー・ブラックマン（Tewee Blackman：ボーカル、ギター）、"ハムボーン"・ルイス（“Hambone” Lewis：ジャグ）、ジャブ・ジョーンズ（Jab Jones：ジャグ、ピアノ、ボーカル）、ジョニー・ホッジス/ハージ（Johnny Hodges/Hardge：ピアノ）、ベン・レイミー（Ben Ramey：ボーカル、カズー）、ケイシー・ビル・ウェルドン（Casey Bill Weldon：ギター、ボーカル）、メンフィス・ミニー（Memphis Minnie：ギター、ボーカル）、ヴォル・スティーブンス（Vol Stevens：ボーカル、ヴァイオリン、マンドリン）、ミルトン・ロビー（Milton Robie：ヴァイオリン）、オットー・ギルモア/ギルマー（Otto Gilmore/Gilmer：ドラムス、ウッドブロック）、ロバート・バーシー（Robert Burse：ドラムス）らがいた。ボーカルは、ハッティ・ハート（Hattie Hart）、メンフィス・ミニー、ジェニー・メイ・クレイトン（Jennie Mae Clayton：シェイドの妻）、ミニー・ウォレス（Minnie Wallace）らが務め、また、シェイドのリード・ボーカルの旋律に合わせて、チャーリー・バーシーが美しいハーモニーの旋律を歌うこともよくあった。メンフィス・ミニーとの共演では、1930年のビクター・レコードに2曲の録音を行なった際に、メンフィス・ブルース・バンド（the Memphis Blues Band）という名義が使われたが、この頃バンドは「徐々に終焉を迎え」ようとしていた。
シェイドが率いたグループの名は、レコード・レーベルによって様々であったが、近年の学術的研究によって、それらはすべてメンフィス・ジャグ・バンドという枠組みの中で作られていたと認められるようになってきた。メンフィス・ジャグ・バンドという名のほか、様々なレコード・レーベルに見られるバンドの別名の中には、ピカニニー・ジャグ・バンド（the Picaninny Jug Band）、メンフィス・サンクティファイド・シンガーズ（Memphis Sanctified Singers）、カロライナ・ピーナッツ・ボーイズ（the Carolina Peanut Boys）、ダラス・ジャグ・バンド（Dallas Jug Band）、メンフィス・シークス（the Memphis Sheiks）、ジョリー・ジャグ・バンド（Jolly Jug Band）などがあり、さらに、個々のミュージシャンの名義でクレジットされたものとして、ハッティ・ハート、ミニー・ウォレス、ケイシー・ビル・ウェルドン（Casey Bill Weldo）、チャーリー・ニッカーソン、ヴォル・スティーブンス、チャーリー・バーシー、"プアー・ジャブ"・ジョーンズ、ウィル・シェイドなどがあるが、いずれも実際には、メンフィズ・ジャグ・バンドのメンバーが参加した演奏が行なわれている。
メンフィス・ジャグ・バンドは、多数のメンバーをプールしていたので、音楽的には多様な、バラード、ダンス曲、ドタバタ喜劇風のノベルティ、ブルースなどを混ぜ合わせた演奏に、柔軟に対応することができた。一部のレパートリーの歌詞には、フードゥー（hoodoo）呪術信仰への言及もあるが、メンバーの一部は、あるいはクレジットなしに、あるいはメンフィス・サンクティファイド・シンガーズ（the Memphis Sanctified Singers）の一員として、ゴスペルの録音にも参加していた。

## サウンド
メンフィス・ジャグ・バンドは、通常のものとは異なる楽器を使うなど、特徴のあるサウンドをもっていたとされる。ほとんどの曲では、リズム・ギターに加え、ジャグ、カズー、ハーモニカのいずれかがリード楽器として用いられ、マンドリンやヴァイオリンが用いられることもあった。こうした楽器が生むサウンドは、このバンドの演奏に直接触れることがなかったあるイギリスの音楽学者の言葉によれば、しばしば「raspy, buzzing sound」であり、アフリカの音楽的美意識に近く、ジャグとカズーは動物や祖先の霊魂の声を表現するものである、と語られた。シェイドは学者たちに、こうしたサウンドが何かにどのように結びついているのか語ることはなかった。演奏者たちの多くがアメリカインディアンの血も受け継いでいたことを考慮すると、もし、例えばカズーが何らかの祖霊を表現しているのであるとしても、それがどの祖先のものなのかは疑問として残る。

## 演奏と録音
メンフィス・ジャグ・バンドは、仕事があればどこでも演奏したし、地元の公園などでバスキングも行なっていた。バンドは黒人たちばかりではなく、白人の間でも人気があった。バンドは全部で80件以上の録音を残し、最も初期のものはビクターから、次いでピカニニー・ジャグ・バンド（Picaninny Jug Band）名義でチャンピオン＝ゲネット・レーベル（Champion-Gennett label）から、最後はオーケー・レコード（Okeh Records）からレコードが発売された。ビクター盤のレコーディングは、メンフィスとアトランタで、1927年から1930年にかけて行なわれ、チャンピオン＝ゲネット盤は1932年8月にインディアナ州リッチモンドで、オーケー盤に残された最後のセッションは1934年11月にシカゴで、それぞれレコーディングが行なわれた。最後の録音の頃には、彼らの音楽スタイルは流行遅れの廃れたものとなっており、シェイドは、ミュージシャンたちをグループとして維持していくことが最早できなくなっていた。ただし、グループの一員だった、個々のミュージシャンの中には、1940年代までメンフィス周辺で活動を続けた者も多かった。1959年にフォークウェイズ・レコード （Folkways Records）から発売されたコンピレーション・アルバム『The Country Blues』には、メンフィス・ジャグ・バンドによる「Stealin', Stealin'」が収録された。

## 最後の録音
1963年、シェイドは、キャノンズ・ジャグ・ストンパーズ（Cannon’s Jug Stompers）の元リーダーで、当時79歳になっていたガス・キャノン（Gus Cannon）とともに、最後の録音を行なった。彼らは『Walk Right In』というアルバムを制作し、スタックス・レコードから発売したが、これは、ザ・ルーフトップ・シンガーズ（The Rooftop Singers）が、キャノンの曲「Walk Right In」をシングル・ヒットさせ、チャートの首位に送り込んだことが契機となっていた。ウィル・シェイドがジャグ、メンフィス・ジャグ・バンドの元メンバーであるミルトン・ロビーがウォッシュボードを担当し、トラディショナルな13曲（"Narration", "Kill It", "Salty Dog", "Going Around", "The Mountain", "Ol' Hen", "Gonna Raise A Ruckus Tonight,"  "Ain't Gonna Rain No More", "Boll-Weevil", "Come On Down To My House", "Make Me a Pallet on Your Floor", "Get Up In The Morning Soon", "Crawdad Hole."）と、キャノンのヒット曲「Walk Right In」を演奏した。このアルバムはキャノンの人生の様々な局面をめぐる音によるドキュメンタリーといった趣きのものであり、数枚に及ぶはずの企画の一部であった。

## ディスコグラフィ抜粋
| 年   | タイトル                                 | ジャンル           | レーベル      |
| ---- | ---------------------------------------- | ------------------ | ------------- |
| 2001 | The Best of the Memphis Jug Band         | バラード、ブルース | Yazoo         |
| 2007 | Memphis Jug Band: Double Album（日本盤） | バラード、ブルース | Airmail Japan |